# تششمة جلال
تششمة جلال (بالفارسية: چشمه جلال) هي قرية تقع في قسم بالابند الريفي في إيران. يقدر عدد سكانها بـ 58 نسمة بحسب إحصاء 2016.